# Anita Mahadervan
Anita Mahadervan (ibland som Anita Chellemah, Anita Chellamah eller Anita Chellamah-Nurse) är en brittisk skådespelare, dansare och sångerska. Hon är mest känd som sångerska i 80-talsbanden Toto Coelo och Cherry Bombz.

## Biografi
Anita Mahadervan blev känd som dansare i gruppen Legs & Co, som uppträdde på tv-programmet Tops of the Pops mellan 1976 och 1981. Från Tops of the Pops blev hon I början av 80-talet plockad till tjejgruppen Toto Coelo (Total Coelo I USA). Andra medlemmar var Lacey Bond, Lindsey Danvers, Ros Holness och Sheen Doran. Toto Coelo fick en moderat hit med låten I Eat Cannibals, som nådde topp 10 på den brittiska singellistan 1982. Året därpå gav de ut skivan Man o’ War, som floppade, varpå Mahadervan hoppade av gruppen. 
Under mitten av 80-talet sällskapade Mahadervan med popikonen Billy Idol och kom på det sättet att bli bekant med Andy McCoy vars band Hanoi Rocks upplöstes 1985. 1986 startade McCoy power pop-gruppen Cherry Bombz tillsammans med bland annat Terry Chimes och Dave Tregunna. Mahadervan blev rekryterad till gruppen som sångerska och tog artistnamnet Anita Chellemah. Cherry Bombz spelade in en EP och en liveskiva, men splittrades på grund av dålig framgång 1987. Speciellt Mahdervan blev kritiserad för att hennes röst inte klarade av att bära upp musiken.
Efter det började hon jobba inom tv:n, bland annat som programledare och skådespelare. Hon har medverkat i små roller i några filmer, gästande skådespelare i tv-serier och i reklamfilmer, samt som video jockey på Sky Channel, Music Box och Sky Trax. 

## Mahadervans grupper
- Legs & Co (dans)
- Zoo (dans)
- Toto Coelo (musik)
- Cherry Bombz (musik)

## Diskografi
- Man o’ War (Toto Coelo, 1983)
- Coming Down Slow (Cherry Bombz, 1987)

## Filmografi
- The Nutcracker
- Crazy Bear
- The Predator
- Cluedo